# Khadizatul Anwar
Khadizatul Anwar é uma política da Liga Awami de Bangladesh e um membro do Parlamento de Bangladesh num assento reservado.

## Carreira
Anwar foi eleita para o parlamento pelo círculo de Chittagong como candidata da Liga Awami de Bangladesh em 2019.